# Титус, Констанс
Констанс Саттон Титус (англ. Constance Sutton Titus; 14 августа 1873, Pass Christian, Миссисипи — 24 августа 1967, Бронксвилл, Нью-Йорк) — американский гребец, бронзовый призёр летних Олимпийских игр 1904.
На Играх 1904 в Сент-Луисе Титус участвовал только в соревнованиях одиночек, в котором занял третье место и получил бронзовую медаль.